# خوان بوتلا
خوان بوتلا (انگلیسی: Juan Botella; ۴ ژوئیهٔ ۱۹۴۱ – ۱۷ ژوئیهٔ ۱۹۷۰) شیرجه‌رو اهل مکزیک بود.
وی در مسابقات کشوری و بین‌المللی در مجموع برندهٔ ۲ مدال برنز شده‌است.